# Francis Apesteguy
Pour les articles homonymes, voir Apesteguy.
Francis Apesteguy est un reporter-photographe indépendant français né à Suresnes le 24 septembre 1952 et mort le 30 janvier 2022 à Orgeval.
Spécialisé dans le portrait sur le vif de célébrités il a été paparazzi pour les agences Sipa Press, Angeli puis Gamma.

## Biographie
Francis Apesteguy naît le 24 septembre 1952 à Suresnes. Son père, Jean-François Apesteguy, a été un des assistants de Jean Renoir avant de devenir galeriste. Il est le neveu du peintre Yves Corbassière. 
Il débute dans la photographie de mode et de publicité comme assistant successivement de Willy Rizzo, Sam Lévin, et Helmut Newton, mais il se lasse très vite de ce milieu,. 
« Déterminé à devenir photojournaliste, j'ai sauté dans un avion pour faire mes premiers reportages en Irlande du Nord ». Surnommé « Apes » par ses confrères, il travaille successivement pour Sipa Press, l’agence Angeli et brièvement Team International et devient un spécialiste reconnu de photographies de célébrités « prises sur le vif ».
Le 27 septembre 1972, il réalise son premier scoop. Il dîne au drugstore Publicis situé en haut des Champs-Élysées quand l’immeuble est ravagé par un incendie. Il photographie une femme qui saute du premier étage. France-Soir publie la photo sur cinq colonnes à la une,,. C'est à la suite de la large diffusion de cette photo dans la presse qu'il entre à l'agence Sipa.
En juillet 1977 il entre à l’agence Gamma dont il sera l’un des piliers, et avec laquelle il travaille jusqu’en décembre 1997,.
En mai 1978, il est envoyé en reportage au Tchad pour ramener des preuves de la présence militaire française. À son arrivée il est interpellé, son matériel est confisqué et on l’enferme dans une cellule. Soupçonné d’être un espion à la solde de la Libye, il parvient à s’évader.
Francis Apesteguy est spécialiste des photos de célébrités. En 1981 il est l’un des personnages principaux du film documentaire Reporters de Raymond Depardon qui immortalise sa course derrière l’acteur Richard Gere. Il est l’un des sept photographes français dont les images sont présentées en 2014 dans l’exposition « Paparazzi ! Photographes, stars et artistes » au centre Pompidou-Metz,.
Syndicaliste actif à Gamma, Francis Apeteguy mène dans les années 1990 une grève et un procès qui a permis aux photographes des agences Gamma, Sipa, Sygma de « bénéficier d’une reconnaissance de leurs droits sociaux de salariés et leur permettre de bénéficier d’une pension de retraite ». En mars 2015, il lance un Manifeste de l’indignation à l’intention des artistes créateurs et du ministère de la Justice pour soutenir sa consœur Marie-Laure de Decker dans son différend vis-à-vis de l’agence Gamma-Rapho,.
Ses reportages sont diffusés depuis 2018 par Studio Hans Lucas. Il vit et travaille à Ézy-sur-Eure jusqu’en 2020. 
Francis Apesteguy meurt à Orgeval le 30 janvier 2022 à l’âge de 69 ans,.

## Exposition
Liste non exhaustive
- 2014 : « Paparazzi ! Photographes, stars et artistes »., centre Pompidou-Metz, du 26 février au 9 juin[16]

## Publication
- Francis Apesteguy, La Vie de Paris, Calvendo Verlag, 2015, 14 p. (ISBN 978-1325079148)